# 奚熙
奚 熙（けい き、? - 274年）は、中国三国時代の呉の政治家・武将。

## 生涯
奚熙は何定や万彧や陳声や張俶や岑昏らと並び、孫晧の佞臣として有名であったという。
建衡元年（269年）、陸凱の病気が篤くなったとき、孫晧は中書令の董朝を遣わして、陸凱に申し述べたいことがないかどうかを尋ねさせた。陸凱は上陳していった。「何定を任用されてはなりませぬ。彼は地方官に任じて外に出されるのがよろしく、国家の大事を彼にゆだねられるようなことはあってはなりません。奚熙は小役人でありながら、浦里に水田をひらくことを建議し、かつて厳密がやったと同じようなことを行おうと望んでおりますが、これもお許しになってはなりません。姚信・楼玄・賀邵・張悌・郭逴・薛瑩・滕脩、それにわが族弟の陸喜・陸抗といった者たちは、あるいは清廉に身を処しつつ忠勤にはげみ、あるいは天賊の才能を豊かにそなえ、それぞれに社稷の根幹となり、国家の良き補佐者となる者たちでございます。どうか陛下には、彼らに厚いご配慮をお加えくださり、そのときどきの重要問題について彼らの意見を微されますように。おのおのその忠を尽くして、陛下の万一のお過ちを補佐いたすでありましょう」。まもなく陸凱は死去した。
また、中書令の奚熙は宛陵県令の賀恵（賀邵の弟）を諫言し、使者の徐粲を遣わして事実をたださせたところ、奚熙は、こんどは徐粲が賀恵の肩を持って裁断を引きのばしていると讒言した。孫晧は宛陵へ使者を遣って徐粲を斬らせるとともに、賀恵を捕えて司法官にわたさせた。たまたま恩赦があって、賀恵は罪を免れたという。
鳳凰3年（274年）、会稽郡にて、孫晧は既に亡くなっており、章安侯孫奮が天子になるであろうという妖言が流行った。臨海太守の奚熙は会稽太守の郭誕に書簡を送り、国政を非難した。郭誕は、奚熙の国政を非難する書簡のことは上言したが、妖言については上言しなかったということで逮捕され、建安に送られ、船を作る労役に従うこととなった。
一方、孫晧は三郡督の何植を遣って奚熙を捕えようとしたところ、奚熙は兵士を徴用して守りを固め、海路を遮断した。しかし奚熙の子飼いの兵が奚熙を殺した。奚熙の首は建業に送られ、奚熙の一族は皆殺しとなったという。